# Carinata bifida
Carinata bifida är en insektsart som beskrevs av Li och Wang. Carinata bifida ingår i släktet Carinata och familjen dvärgstritar. Inga underarter finns listade i Catalogue of Life.